# آیا لازم است مردان بلندقد ازدواج کنند؟
 آیا لازم است مردان بلندقد ازدواج کنند؟ (به انگلیسی: Should Tall Men Marry?) یک فیلم کمدی صامت آمریکایی است که در سال ۱۹۲۸ منتشر شد.

## بازیگران
- استن لورل
- جیمز فینلیسون
- مارتا اسلیپر
- تئودور فون التز
- استارت هولمز
- ادگار دیرینگ